# José Manuel Arriagada Bravo
José Manuel Arriagada Bravo (San Carlos, 1773-1828)  fue un político chileno. De familia aristocrática, era dueño de grandes predios en la zona de Curicó y San Fernando. Miembro del movimiento político conservador denominado peluconismo.

## Actividades públicas
- Diputado representante de San Fernando (1822-1823).

Participó de la firma de la Constitución Política de 1822. Tras finalizar su mandato, se dedicó a los negocios agrícolas, viajó a California y Europa.